# Вилоу (Оклахома)
Вилоу (енгл. Willow) град је у америчкој савезној држави Оклахома.

## Демографија
По попису из 2010. године број становника је 149, што је 35 (30,7%) становника више него 2000. године.
| Група             | 2000.      | 2010.       |
| Белци             | 99 (86,8%) | 123 (82,6%) |
| Афроамериканци    | 0 (0,0%)   | 0 (0,0%)    |
| Азијати           | 0 (0,0%)   | 0 (0,0%)    |
| Хиспаноамериканци | 14 (12,3%) | 23 (15,4%)  |
| Укупно            | 114        | 149         |